# Marianne Palo
Marianne Palo (Isokyrö, 16 de julio de 1998) es una deportista finladesa que compite en tiro, en la modalidad de rifle.
Ganó una medalla de plata en el Campeonato Mundial de Tiro de 2023 y una medalla de oro en el Campeonato Europeo de Tiro de 2025, ambas en la prueba de rifle en posición tendida 50 m.

## Palmarés internacional
| Campeonato Mundial | Campeonato Mundial    | Campeonato Mundial | Campeonato Mundial         |
| Año                | Lugar                 | Medalla            | Prueba                     |
| ------------------ | --------------------- | ------------------ | -------------------------- |
| 2023               | Bakú (Azerbaiyán)     | Medalla de plata   | Rifle en pos. tendida 50 m |
| Campeonato Europeo |                       |                    |                            |
| Año                | Lugar                 | Medalla            | Prueba                     |
| 2025               | Châteauroux (Francia) | Medalla de oro     | Rifle en pos. tendida 50 m |